# Переулок Нахановича
Переулок Нахановича — улица в Томске, от Конной площади до улицы Крылова.

## История

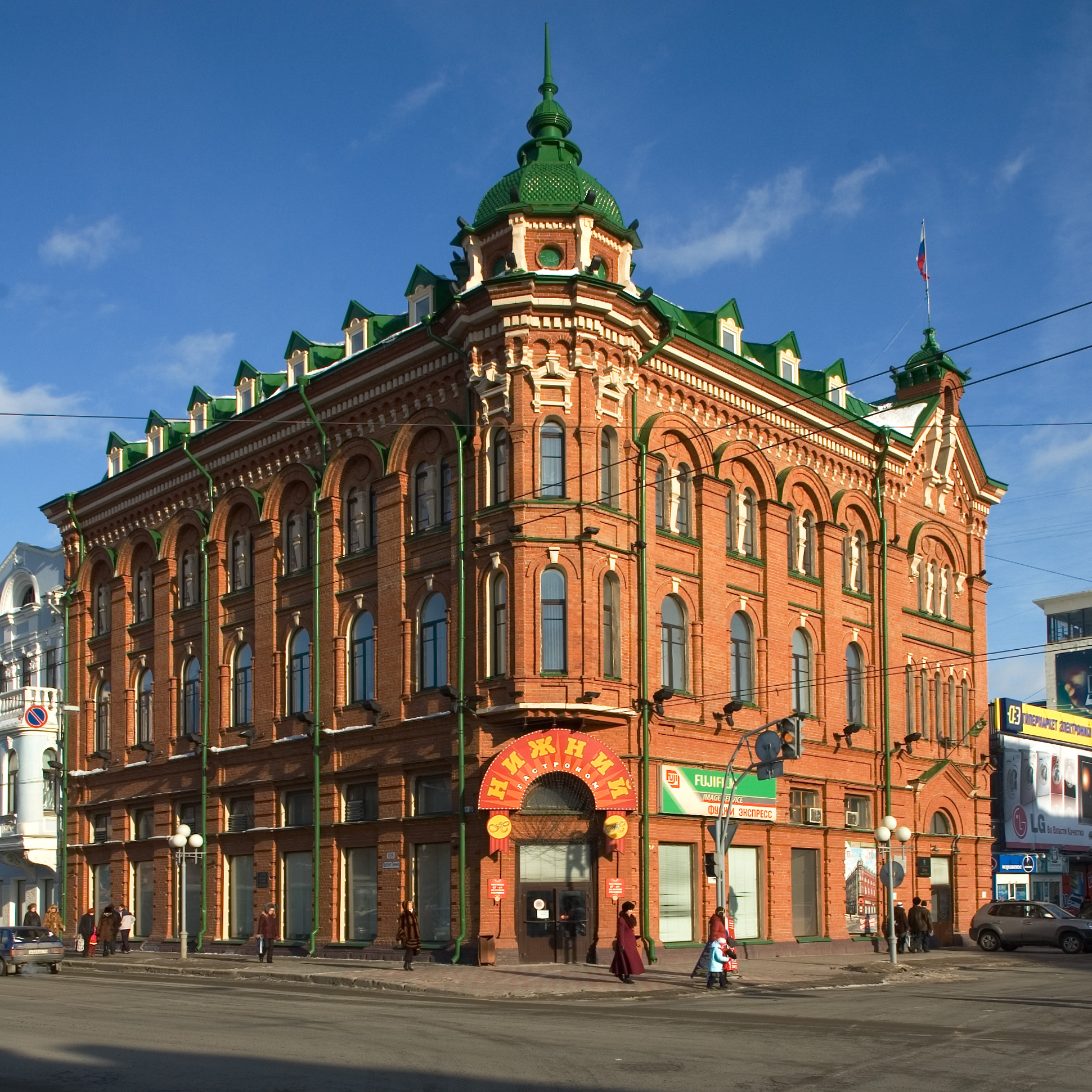
доходный дом Г. М. Голованова

Прежнее название — Ямской — связано с располагавшемся у начала переулка Конным базаром. Здесь у нынешнего Театрального скверика находилась Ямская биржа, где нанимали ямщиков для перевозки грузов. Стоянка городских извозчиков была здесь до 1930-х годов. В переулке было много постоялых дворов, один из них (д. 1) сохранился до настоящего времени.
На углу переулка и Дворянской (ныне — Гагарина) имел один из своих домов известный томский литератор В. А. Долгоруков, устраивавший у себя музыкальные и литературные вечера.
В д. 9 располагалась типография и редакция газеты «Сибирская жизнь». В газете сотрудничал известный учёный и общественный деятель А. В. Адрианов (1854—1920). В 1918—1920 годах здесь же располагалась редакция газеты «Знамя революции», редактируемой В. Д. Вегманом. В память об Адрианове и Вегмане на доме установлены мемориальные доски.
В начале переулка по четной стороне (д. 4) в 1912 году открылся кинотеатр «Новь» А. Ф. Громова. В 1915 году В. Морозов открыл театр «Интим» с сезонными труппами.
На углу с Почтамтской улицей (ныне — проспект Ленина) в 1899 году был построен доходный дом Г. М. Голованова (архитектор К. К. Лыгин).

## Новая история

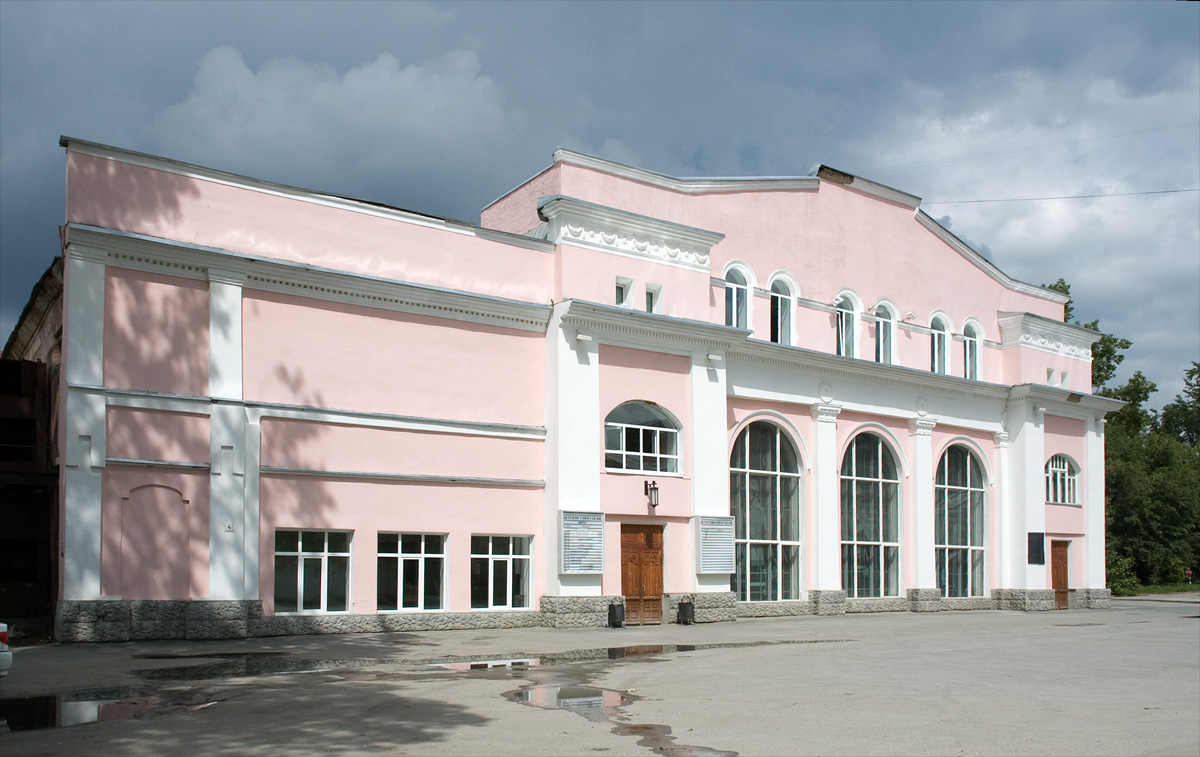
Театр юного зрителя

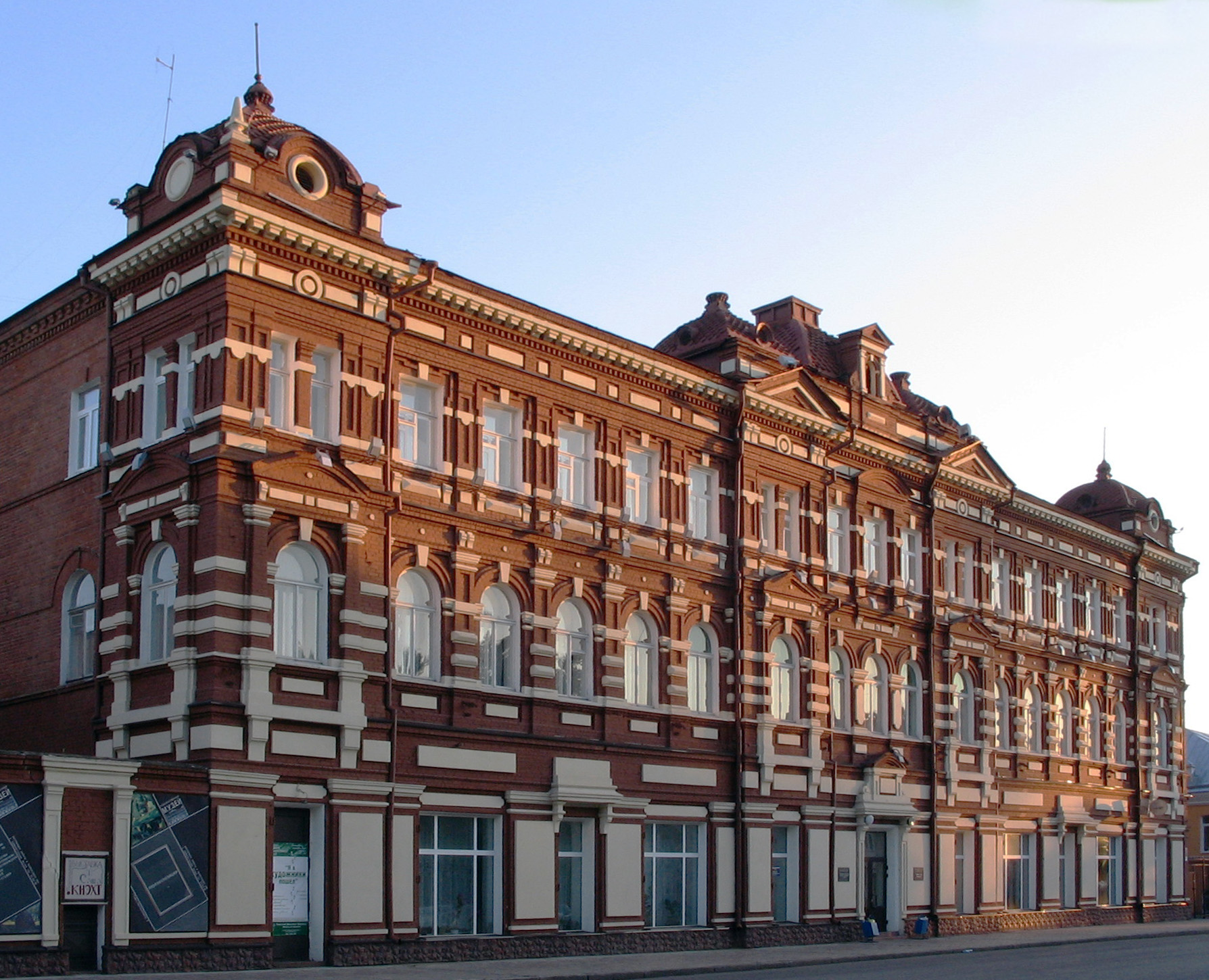
Томский областной художественный музей

В мае 1920 года переулок был переименован в память типографского рабочего Исая Леонтьевича Нахановича (1892—1919) — с октября 1917 года комиссара юстиции Томского губисполкома, председателя революционного трибунала Томска.
В помещении открытого в 1917 году «Интимного театра» (д. 7) в 1919 году выступал Д. Бурлюк. В 1932 году здесь открыли кинотеатр имени Горького.
С 1926 года по август 1941 года в помещении кинотеатра «Новь» работал Театр имени А. Луначарского, в нём в 1935 году был заведующим литературной частью Н. Эрдман, отбывавший в 1934—1936 годах ссылку в Томске.
На месте обветшавших строений Н. И. Некрасова в предвоенные годы был устроен сквер, получивший название Театральный, сюда в 1956 году с Преображенского кладбища перенесен обелиск с могилы социал-демократа И. Е. Кононова, убитого в 18 января 1905 году во время демонстрации недалеко от этого места (у магазина «Пассаж» Второва).
В помещении торгового дома Г. М. Голованова открыли гастрономический магазин («Нижний гастроном»)

## Современность

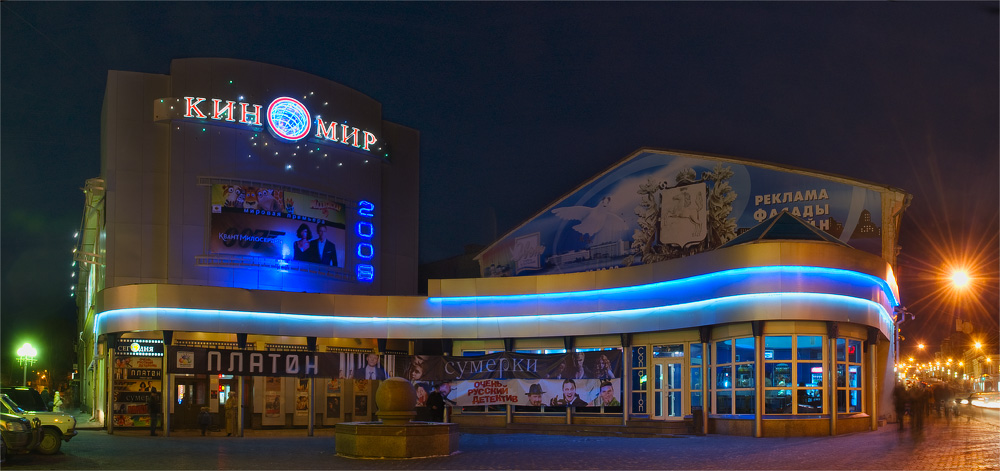
Кинотеатр «Киномир»

Кинотеатр имени Горького реконструирован, здесь разместилось объединение «Киномир» и Томский камерный театр под управлением А. Буханченко.
В 2009 году в Театральном сквере установлен памятник Музе (скульптор К. Архипов)

## Известные здания
д. 4 — Театр юного зрителя

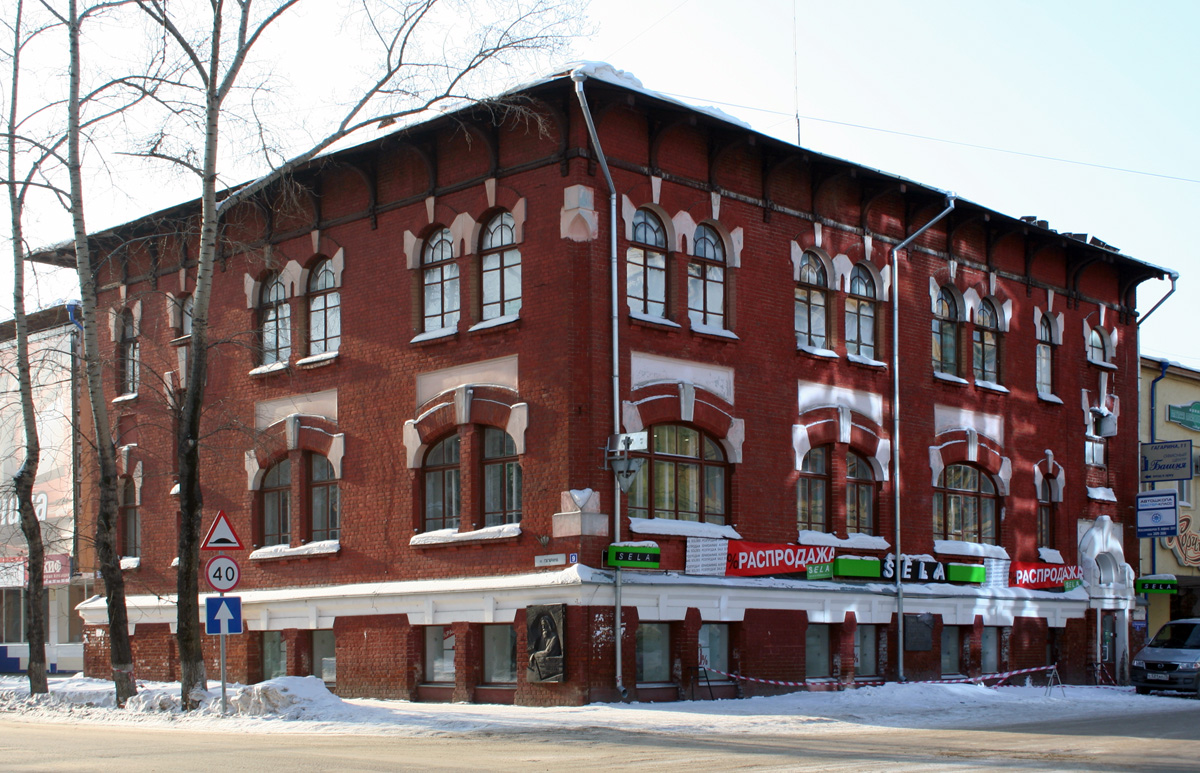
Здание бывшей типографии «Сибирского товарищества печатного дела»

д. 5 — Томский областной художественный музей (бывший дом Н. И. Орловой 1901—1903, архитектор К. К. Лыгин)

д. 7 — Кинотеатр «Киномир»

д. 9 — Здание бывшей типографии «Сибирского товарищества печатного дела», архитектор В. Оржешко

д. 15 — бывшее здание Музея славянской мифологии